# 1561.
◄ | 15. stoljeće | 16. stoljeće | 17. stoljeće | ►
◄ | 1530-ih | 1540-ih | 1550-ih | 1560-ih | 1570-ih | 1580-ih | 1590-ih | ►
◄◄ | ◄ | 1558. | 1559. | 1560. | 1561. | 1562. | 1563. | 1564. | ► | ►►
Arhitektura • Astronomija • Glazba • Kazalište • Kiparstvo • Knjige • Književnost • Kršćanstvo • Medicina • Politika • Pravo • Promet • Slikarstvo • Znanost

## Događaji
- Madrid postaje glavni grad Španjolske odlukom Filipa II da u njega preseli svoj dvor iz Toleda

## Rođenja
- 22. siječnja – Francis Bacon, engleski filozof († 1626.)
- 29. ožujka – Santorio Santorio, liječnik, izumitelj termometra († 1636.)

## Vanjske poveznice
|  | Zajednički poslužitelj ima još gradiva o temi 1561. |